# Андрій Сорока
Андрій Сорока (нар. 9 червня 1961, Члухув) — український греко-католицький священник, митрат, настоятель української греко-католицької парафії у Пасленку, Ельблонгу та Годково, Вармінсько-Мазурське воєводство Польщі. Діяч української громади в Ельблонгу та навколишніх місцевостях. У період служіння був ельблонзьким деканом, а також генеральним вікарієм Перемисько-Врашавської архієпархії.

## Біографія

### Походження та освіта
Отець Андрій Сорока народився 9 червня 1961 р. у Члухові у селянській родині. Родина мешкала в с. Рихнови під Члуховом.
Батько - Еміліян (справжне ім'я Мирослав) Сорока (22.05.1932-31.08.2013 р.) походить з с. Добрянка в околицях Бірчі в Бещадах, був депортований в 1947 р. в рамках акції «Вісла» до с. Лончно коло Моронга. Похований коло української греко-католицької церкви у Пасленку.
Мати - Юлія Гбур з с. Добрянка у околицях Бирчі в Бещадах. Депортована 1947 р. в рамках акції «Вісла» до с. Дембниця коло Члухова. Брат Юлії — греко-католицький єпископ Юліян Ґбур.

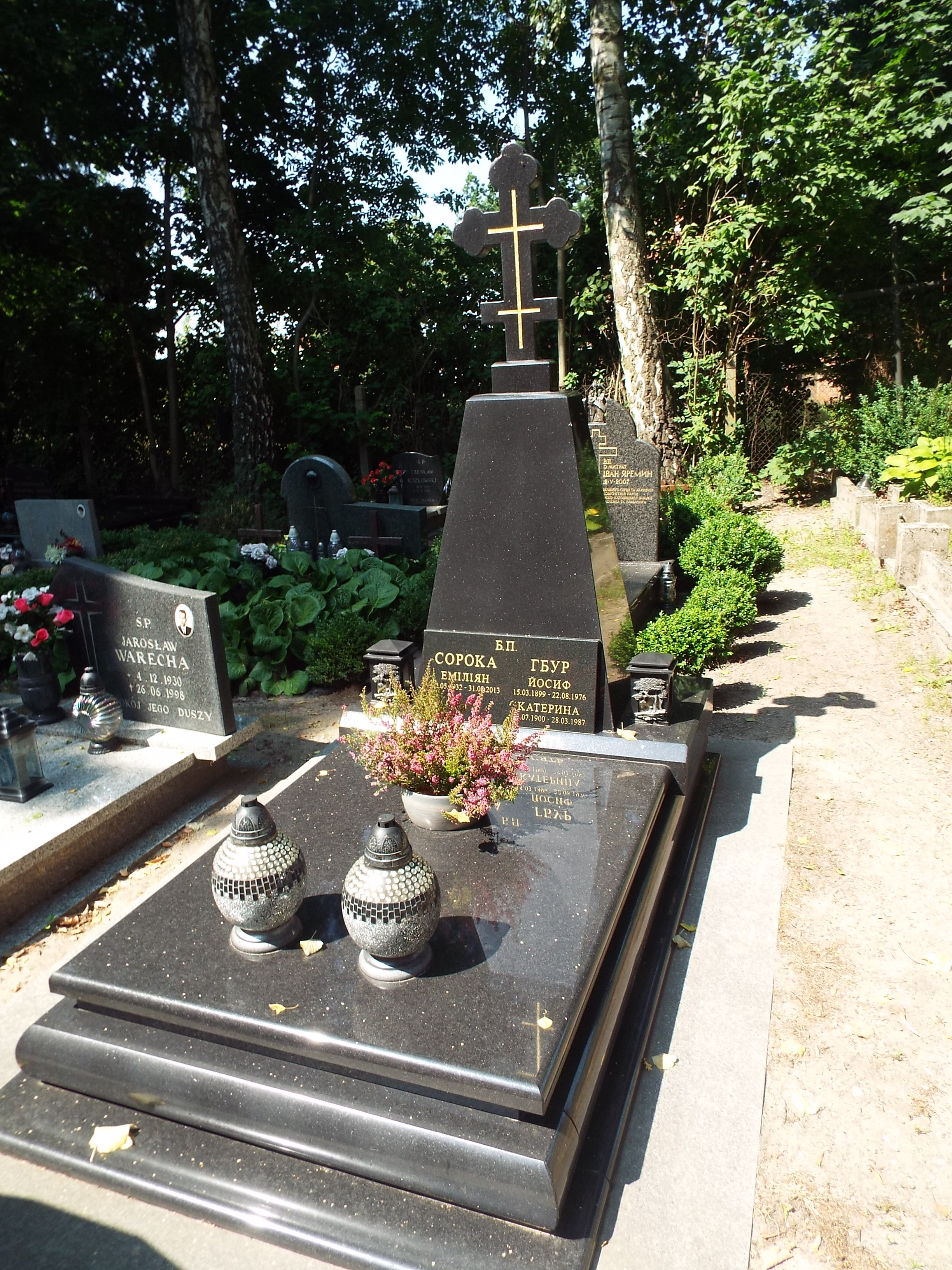
Поховання Еміліяна (Мирослава) Сороки — батька о. Андрія Сороки та Йосипа та Катерини Гбур — батьків його матері біля храму УГКЦ в Пасленку. Фото 2018 р.

Андрій Сорока навчався в українських ліцеях у Гурові-Ілавецькому та Легниці.

### Духовне та громадянське служіння
У 1982 р. вступив до Вищої духовної семінарії у Любліні. Висвячений на диякона у березні 1987 р. єпископом Іваном Срутвою, натомість на священника висвячений 9.06.1987 р. в Любліні папою Іоанном-Павлом ІІ у римсько-католицькій парафії св. Родини на Чубах, де папа відправив богослужіння для мешканців Любліна.
13 грудня 1987 р. розпочав душпастерську роботу як сотрудник в парафіях Слупськ, Славно, Мястко, Битів та Лемборк.  Після цього у 18.09.1988 р. був направлений до душпастерської роботи сотрудником в Пасленку та Ельблонгу. В 1991 р. став настоятелем парафій в Пасленку, Ельблонгу та Моронгу, а також виконував обов'язки настоятеля в парафії в Дзежгоню.

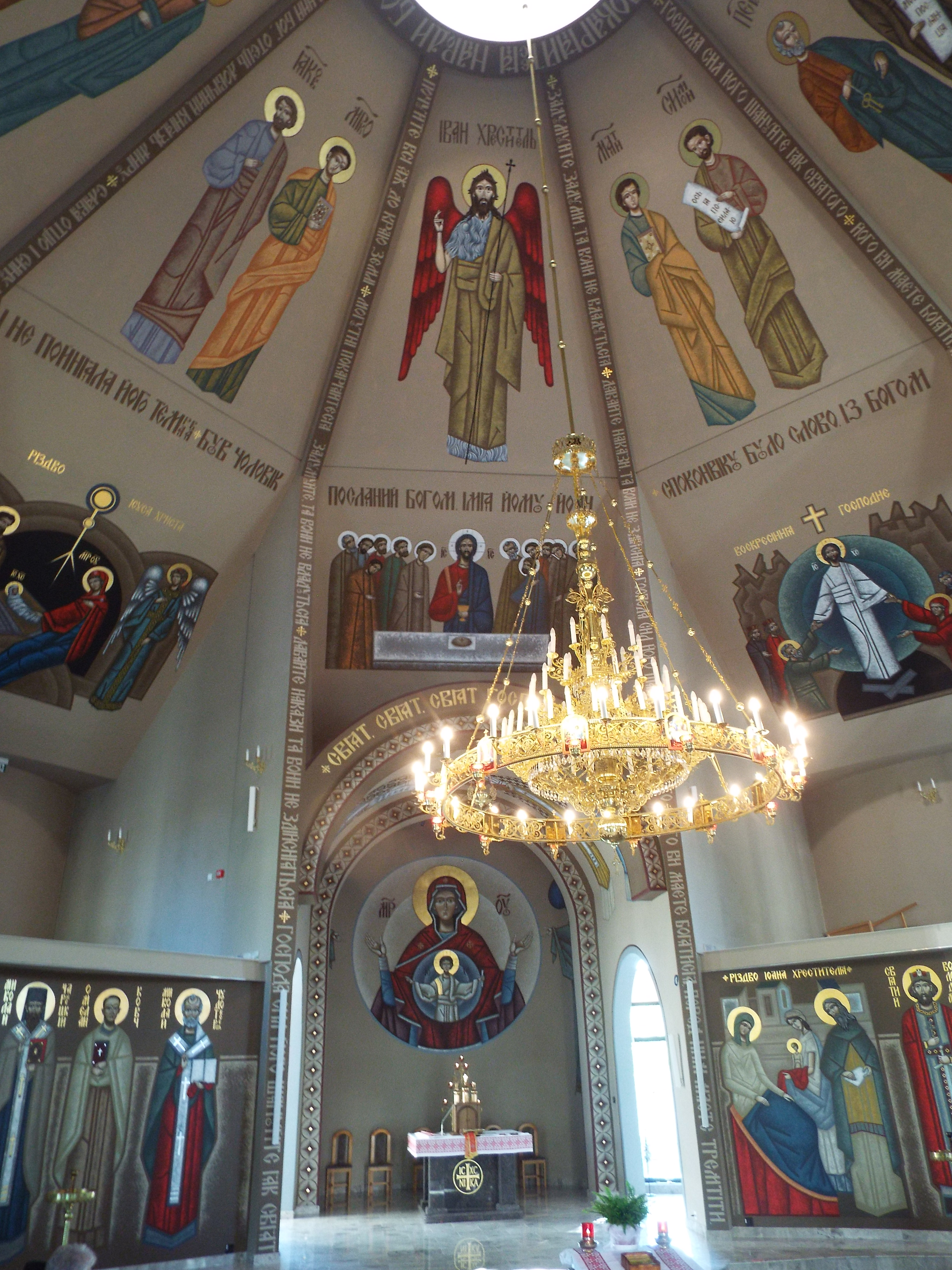
Нова церква Різдва Іоанна Хрестителя в Ельблонгу, розписи інтер'єру. Фото 2021 р.

Отець Андрій Сорока має великі заслуги в розбудові духовного та національно-культурного життя українців на північно-західних землях Польщі. З самого початку служіння обслуговує одразу кілька парафій, а також послідовно реалізував ремонт та адаптацію чи зведення з нуля кількох греко-католицьких храмів в населених пунктах населених депортованими в рамках акції «Вісла» українцями.
Зокрема, він відремонтував церкву в Дзежгоні, створив з нуля парафію у Моронгу, де збудував церкву з дзвіницею та парафіяльний дім, а в 1991-2007 рр. був її настоятелем.
Отець Андрій разом з проф. Ромой Целонтковською з Гданської політехніки вперше здійснив на землях, куди переселено українців акт перенесення греко-католицького храму вслід за вірними. В рамках цього акту на новому місці реконструйовано церкву в Годкові. При зведенні церкви використано фрагменти якої походять зі знищеної греко-католицької церкви в місцевості Купна у Підкарпатському воєводстві. Церква у Годкові стала першим на польських землях наочним прикладом реалізації окресленого о. Сорокою та проф. Целантковською підходу перевезення традиційного храму в місце поселення депортованої громади.
Отець Сорока організовував також будівництво церкви Різдва Іоанна Хрестителя в Ельблонгу. В січні  2021 р., в цій церкві розпочато богослужіння. Натомість колишню церкву  - каплицю св. Анни - безкоштовно передано лютеранській громаді, що не мала свого храму в Ельблонгу.
22 червня 2024 р. відбулося урочисте освячення храму та святкування 50-річчя греко-католицької парафії Різдва святого Івана Хрестителя в Ельблонзі. Визнанням заслуг  о. Андрія Сороки та його парафіян стала участь в урочистості посвячення церкви маршалка Вармінсько-Мазурського воєводства, президента міста Ельблонга, митрополита УГКЦ в Польщі Євгена Поповича та двох інших єпископів УГКЦ. Новий храм вирізняється сучасною архітектурою і поєднує традиційні риси української церковної архітектури з вимогами до сучасних зручних в експлуатації будівель, була урочисто освячена 2024 р. і стала справжнім українським символом у регіоні.
Отець Андрій Сорока є активним діячем ланки Об'єднання українців в Польщі в Ельблонгу, а також духовним пастирем без якого не обходяться заходи організації. Виступає за єдність української громади. Проживає в Пасленку.

## Праці
Отець Андрій є ініціатором та редактором історичних праць про історію греко-католицької парафії Різдва Пресвятої Богородиці в Пасленку:
- Monografia Parafii Greckokatolickiej p.w. Narodzenia Najświętszej Marii Panny w Pasłęku 1959—2009, pod red. ks. A. Sroki i in., Pasłęk 2009, s. 15-17.
- Історія греко-католицької парафії Різдва Пресвятої Богородиці у Пасленку 1959—2019 рр. Ред. О. Андрій Сорока, о. Ігор Губач, Оксана Кравчишин-Семків, Ольга Кушка, Іванна Гнатюк-Казановська. Пасленк, 2019 — 66 с.